# Longitarsus angelikae
Longitarsus angelikae là một loài bọ cánh cứng trong họ Chrysomelidae. Loài này được Fritzlar miêu tả khoa học năm 2001.